# Sparkasse Pöllau
Die Sparkasse Pöllau AG ist eine Sparkasse mit Sitz am Hauptplatz in Pöllau in der Steiermark.

## Geschichte
Sie wurde 1872 als Gemeindesparkasse von dem Arzt und Apotheker Josef Schrittwieser gegründet. 2003 erkannte die Marktgemeinde Pöllau die Rolle der Sparkasse als wichtigen regionalen Förderer und Impulsgeber und ermöglichte den Weg in eine Privatstiftung. Die Gemeindesparkasse wurde schließlich in eine Aktiengesellschaft mit einer gemeinnützigen Sparkassenstiftung umgewandelt. Alleinige Eigentümerin der Sparkasse Pöllau AG ist somit die gemeinnützige Privatstiftung Sparkasse Pöllau. Mit dieser modernen Rechtsform ist sichergestellt, dass der Gründungsgedanke auch in Zukunft gelebt werden kann und die Eigenständigkeit gesichert ist.
Mit einer Bilanzsumme ist die Sparkasse Pöllau AG nicht nur die größte, sondern auch die einzige selbstständige Bank im Einzugsgebiet. Die Sparkasse Pöllau AG ist Mitglied des Kooperations- und Haftungsverbundes der österreichischen Sparkassen und des Österreichischen Sparkassenverbands.

## Filialen
- Stubenberg am See – seit 1993
- SB-Filiale Pöllau – seit Oktober 2005
- Bankomatstandort Gemeindeamt Pöllauberg – seit Februar 2020

## Privatstiftung Sparkasse Pöllau
Zweck der Privatstiftung ist die unterstützende und begleitende Förderung der Entwicklung der Talente und Fähigkeiten der Menschen – im Besonderen im wirtschaftlichen Umfeld der Sparkasse Pöllau. Vorrangig werden folgende Themengebiete gefördert:
- Wirtschaft und Gesellschaft,
- Wissenschaft und Kunst,
- Kultur und Bildung,
- Forschung,
- Umwelt,
- Jugend und Ausbildung sowie
- Heimatpflege

Seit Gründung der Privatstiftung wurden über 100 soziale und karitative Projekte unterstützt, zusätzlich zu Sponsoring- und Spendentätigkeiten der Sparkasse Pöllau AG. Möglich sind diese Unterstützungen aufgrund der Dividendenerträge aus dem bankwirtschaftlichen Betrieb, von denen ein erheblicher Prozentsatz der Stiftung zugewendet wird.
Geleitet wird die Privatstiftung Sparkasse Pöllau vom Stiftungsvorstand Herrn Johannes Kielnhofer und seinem Stellvertreter Herrn Robert Buchberger. Diese verwalten bzw. vertreten die Privatstiftung und sorgen für die Erfüllung des Stiftungszwecks.